# Tronchy
Tronchy est une commune française située dans le département de Saône-et-Loire, en région Bourgogne-Franche-Comté.

## Géographie

### Climat
Pour des articles plus généraux, voir Climat de la Bourgogne-Franche-Comté et Climat de Saône-et-Loire.
En 2010, le climat de la commune est de type climat océanique dégradé des plaines du Centre et du Nord, selon une étude du Centre national de la recherche scientifique s'appuyant sur une série de données couvrant la période 1971-2000. En 2020, Météo-France publie une typologie des climats de la France métropolitaine dans laquelle la commune est exposée à un climat semi-continental et est dans la région climatique Bourgogne, vallée de la Saône, caractérisée par un bon ensoleillement (1 900 h/an), un été chaud (18,5 °C), un air sec au printemps et en été et des vents faibles.
Pour la période 1971-2000, la température annuelle moyenne est de 11,1 °C, avec une amplitude thermique annuelle de 17,8 °C. Le cumul annuel moyen de précipitations est de 906 mm, avec 11,4 jours de précipitations en janvier et 7,5 jours en juillet. Pour la période 1991-2020, la température moyenne annuelle observée sur la station météorologique de Météo-France la plus proche, « Saint-Marcel », sur la commune de Saint-Marcel à 15 km à vol d'oiseau, est de 12,3 °C et le cumul annuel moyen de précipitations est de 818,4 mm. 
La température maximale relevée sur cette station est de 41,8 °C, atteinte le 12 août 2003 ; la température minimale est de −20 °C, atteinte le 16 janvier 1985,,.
Les paramètres climatiques de la commune ont été estimés pour le milieu du siècle (2041-2070) selon différents scénarios d'émission de gaz à effet de serre à partir des nouvelles projections climatiques de référence DRIAS-2020. Ils sont consultables sur un site dédié publié par Météo-France en novembre 2022.

## Urbanisme

### Typologie
Au 1er janvier 2024, Tronchy est catégorisée commune rurale à habitat dispersé, selon la nouvelle grille communale de densité à sept niveaux définie par l'Insee en 2022.
Elle est située hors unité urbaine. Par ailleurs la commune fait partie de l'aire d'attraction de Chalon-sur-Saône, dont elle est une commune de la couronne,. Cette aire, qui regroupe 109 communes, est catégorisée dans les aires de 50 000 à moins de 200 000 habitants,.

### Morphologie urbaine
Dans le bourg, plusieurs bâtiments se distinguent : la mairie, l'école, la salle des fêtes, un city stade, et les récents logements de l'O.P.A.C conçus entre modernité et tradition sur le modèle de l'habitat bressan. Un cimetière et un point propre pour la collecte volontaire des déchets recyclables se trouvent à proximité.

### Lieux-dits, hameaux et écarts
Les lieux-dits sont les suivants : 
- Bas-de-Tronchy
- Bourglin
- Cassetiers
- Champisseret
- Cottins
- Coudre
- Curtil-au-Loup
- Etang-Gillet
- Fourchettes
- Guillons
- Jonchère
- Layer
- Montagne
- Moulin-de-la-Coudre
- Neuzillière
- Rapillets
- Seures
- Vallots

## Politique et administration

### Élections municipales et communautaires
| Période                                  | Période   | Identité           | Étiquette | Qualité |
| ---------------------------------------- | --------- | ------------------ | --------- | ------- |
| mars 1971                                | mars 2001 | Bernard Michelin   |           |         |
| mars 2001                                | mars 2014 | Patrick Gandrey    |           |         |
| mars 2014                                | en cours  | Sébastien Jaccusse |           |         |
| Les données manquantes sont à compléter. |           |                    |           |         |

### Autres élections

#### Élections Législatives
Le village de Tronchy faisant partie de la quatrième circonscription de Saône-et-Loire, place lors du 1er tour des élections législatives françaises de 2017, Maxime Thiébaut (FN) avec 28,57 % des suffrages. Mais lors du second tour, il s'agit de Cécile Untermaier (PS) qui arrive en tête avec 54,90 % des suffrages.

## Équipements et services publics

### Enseignement
L'école, en regroupement pédagogique intercommunal (R.P.I.) avec Lessard-en-Bresse et Thurey. 

## Population et société

### Démographie
L'évolution du nombre d'habitants est connue à travers les recensements de la population effectués dans la commune depuis 1793. Pour les communes de moins de 10 000 habitants, une enquête de recensement portant sur toute la population est réalisée tous les cinq ans, les populations de référence des années intermédiaires étant quant à elles estimées par interpolation ou extrapolation. Pour la commune, le premier recensement exhaustif entrant dans le cadre du nouveau dispositif a été réalisé en 2005.

En 2022, la commune comptait 241 habitants, en évolution de −6,23 % par rapport à 2016 (Saône-et-Loire : −1,06 %, France hors Mayotte : +2,11 %).
| 1793 | 1800 | 1806 | 1821 | 1831 | 1836 | 1841 | 1846 | 1851 |
| ---- | ---- | ---- | ---- | ---- | ---- | ---- | ---- | ---- |
| 345  | 324  | 336  | 355  | 383  | 457  | 460  | 482  | 471  |

| 1856 | 1861 | 1866 | 1872 | 1876 | 1881 | 1886 | 1891 | 1896 |
| ---- | ---- | ---- | ---- | ---- | ---- | ---- | ---- | ---- |
| 502  | 472  | 473  | 446  | 448  | 434  | 447  | 426  | 417  |

| 1901 | 1906 | 1911 | 1921 | 1926 | 1931 | 1936 | 1946 | 1954 |
| ---- | ---- | ---- | ---- | ---- | ---- | ---- | ---- | ---- |
| 401  | 388  | 399  | 375  | 345  | 337  | 335  | 301  | 277  |

| 1962 | 1968 | 1975 | 1982 | 1990 | 1999 | 2005 | 2006 | 2010 |
| ---- | ---- | ---- | ---- | ---- | ---- | ---- | ---- | ---- |
| 270  | 243  | 216  | 218  | 205  | 186  | 212  | 216  | 238  |

| 2015 | 2020 | 2022 | - | - | - | - | - | - |
| ---- | ---- | ---- | - | - | - | - | - | - |
| 255  | 245  | 241  | - | - | - | - | - | - |

## Culture locale et patrimoine

### Héraldique, logotype et devise
| Blason de Tronchy | Blason  | Écartelé en sautoir : au 1er d'azur au bâtiment à colombage d'argent, au 2e de sinople à la brebis regardant et passant d'argent, au 3e de sinople à la roue de moulin d'argent, au 4e d'azur au lion d'hermine ; à la cotice en barre d'argent chargée d'un filet ondé en barre d'azur, brochant sur le trait du taillé ; sur le tout, d'or à la hache de sable, posée en bande, fendant une souche arrachée d'azur. |
| Blason de Tronchy | Détails | Le statut officiel du blason reste à déterminer. |